# Nathalie Cardone
Nathalie Cardone (Pau, 29 marzo 1967) è una cantante e attrice francese.

## Biografia
Figlia di padre siciliano e madre spagnola, Nathalie Cardone è apparsa per la prima volta sugli schermi nel film Drôle d'endroit pour une rencontre (1988), al fianco di Catherine Deneuve e Gérard Depardieu.
Come cantante è conosciuta per avere interpretato alcuni brani celebri come Populaire, Mon Ange e Hasta Siempre.

## Discografia

### Album
- 1999: Nathalie Cardone (# 30 Francia - Platinum, # 26 Belgio)
- 2008: Servir le beau

### Singoli
| Year | Title                           | Peak positions | Peak positions | Peak positions | Álbum            |
| Year | Title                           | Francia        | Belgio         | Paesi Bassi    | Álbum            |
| ---- | ------------------------------- | -------------- | -------------- | -------------- | ---------------- |
| 1997 | Hasta siempre                   | 2              | 1              | 99             | Nathalie Cardone |
| 1998 | Populaire                       | 88             | —              | —              | Nathalie Cardone |
| 1999 | ...Mon ange                     | 8              | 2              | —              | Nathalie Cardone |
| 1999 | Baila si                        | —              | —              | —              | Nathalie Cardone |
| 1999 | Les hommes de ma vie (promo)    | —              | —              | —              | Nathalie Cardone |
| 2008 | Yo soy rebelde / Hasta siempre  | 24             | —              | —              | Servir le beau   |
| 2008 | Ma sœur (sera jamais ma rivale) | 57             | —              | —              | Servir le beau   |
| 2009 | Le temps des fleurs             | 44             | —              | —              | Servir le beau   |
| 2009 | Si se calla el cantor           | 43             | —              | —              | Servir le beau   |